# よつば◎ますみ。
よつば◎ますみ。（よつ葉 真澄、よつばますみ、12月18日 - ）は、日本の女性漫画家、イラストレーター。東京都杉並区
生まれ埼玉県出身。
四葉真澄の名義で「COMIC幻羅」2003年1月号（大洋図書）でデビューし、次号からしばらくよつ葉真澄名義で掲載。動物漫画雑誌May（少年画報社）愛犬随筆漫画「うちの犬。」連載開始。
「ねこぱんち」（少年画報社）「みぃにゃん小箱」「わんぱんち」(少年画報社）「チョビんぐ」の連載。PHP研究所理系萌え本シリーズイラスト提供。
「コミックヘヴン」（日本文芸社）で、現在はよつば◎ますみ。の名義で活動している。

## 漫画作品

### 連載
- 『もえっくい☆日和』日本文芸社〈ニチブンコミックス〉、2016年6月29日発売、ISBN 978-4-537-13460-5（『コミックヘヴン』vol.9〈2014年〉 - vol.23〈2016年〉）
- 『本屋のコトハ 半分こ』日本文芸社〈ニチブンコミックス〉、2019年9月19日発売、ISBN 978-4-537-13980-8（『コミックヘヴン』vol.28〈2017年〉 - vol.42〈2019年〉）
- 『ヒナタノユリ』日本文芸社〈ニチブンコミックス〉既刊3巻（『コミックヘヴン』vol.49〈2020年〉 - Vol.82〈2024年〉）
  1. 2022年3月19日発売[1]、ISBN 978-4-537-14479-6
  2. 2023年10月18日発売[2]、ISBN 978-4-537-14706-3
  3. 2024年11月19日発売[3]、ISBN 978-4-537-14923-4
- 『ユリノコ』KADOKAWA〈角川コミックス・エース〉既刊1巻（『コンプエース コミックコネクト』2024年10月1日[4] - 連載中）
  1. 2025年5月23日発売[5][6]、ISBN 978-4-04-116210-1

未単行本化作品
- みぃにゃん小箱 「ねこぱんち」vol.1（2006年）～vol.62（2011年）（少年画報社）、「OYATSUねこぱんち」A～C（少年画報社）、「キラキラねこぱんち」WHITE、BLACK、YELLOW、PINK（少年画報社）
- チョビんぐ 「わんぱんち」vol.12～vol.15（2011年）(少年画報社）
- うちの犬。 「May」2005年4月号～2006年1月号（2005年）（少年画報社）、「メイ ファミリア」（少年画報社）2006年2月号～9月号、「いぬのまんが」vol.3冬号（2007年）～vol.6.秋号（2008年）（少年画報社）、「いぬまん」vol.7（2009年）～vol.11（2010年）（少年画報社）

### 読み切り
- ぎゅりえっち（大洋図書） ISBN 4-8130-0991-3　
  - ココア屋さん（掲載誌不明）
  - タオル（掲載誌不明）
  - ローカでおべんきょ？（「COMIC幻羅」2003年7月号）
  - わんこな、こなつ（掲載誌不明）
  - OH!えっちな災難（「.COS」2004年9月号）
  - 汁だくエレベーター（「COMIC幻羅」2003年8月号）
  - ぎゅり（「COMIC幻羅」2003年5月号）
  - ぎゅ…ろっ♡（「COMIC幻羅」2003年12月号）
  - ひ・み・つ・の・まつなみさん（掲載誌不明）
  - やまねちゃんの災難（掲載誌不明）

未単行本化作品
- オモチャ「COMIC幻羅」2003年1月号（大洋図書）四葉真澄 名義
- ぬれちゃう病気「COMIC幻羅」2003年3月号（大洋図書）
- いぬのえいがを観て来ました「May」年数不明5月号（少年画報社）
- はかりっこ「HYPER 校則違反（ファンロード増刊）」2007年2月号増刊（大都社）
- いけないスイーツ「comicキャンドール」VOl.47（実業之日本社）
- ぼる☆ねこ 「キラキラねこぱんち BLACK」2008年刊（少年画報社）
- ましゅまろH恋オトメ「COMICプルメロ」2010年10月号（若生出版）
- がんばれ！ベルちゃん「バファローベル公式フォトブック」2011年刊（PHP研究所）

## イラスト（よつ葉真澄）
- 大乱闘シリーズ第10弾 大乱舞!!龍神の武士団  (Mobage)(2011年)
- アンドロイド三姉妹 apdp(Android-PAD専門ショップイメージキャラクター) (2011年)
- 僕と彼女の魔法のカード (Mobage)(GREE)(2011年)
- 「青山ケンネル流美犬図鑑」（PHP研究所）
- 「 萌えるお弁当」(PHP研究所)
- 「万国科学者図鑑」（PHP研究所）
- 「鉱物」（PHP研究所）
- 「星座・天文　萌えて覚える宇宙の基本」（PHP研究所）
- 「元素周期 萌えて覚える科学の基本」（PHP研究所）